# Sound of My Voice
Sound of My Voice (bra: A Seita Misteriosa) é um thriller psicológico americano de 2011, dirigido por Zal Batmanglij e estrelado por Christopher Denham, Nicole Vicius e Brit Marling. O enredo centra-se em dois documentaristas que tentam expor uma seita liderada por uma líder carismática (Marling), que alega ter vindo do futuro. O filme foi escrito por Batmanglij e Marling. Estreou no Festival Sundance de Cinema de 2011. Ele também foi escolhido para encerrar o festival de cinema South by Southwest. O filme foi lançado pela Fox Searchlight Pictures, no dia 27 de abril de 2012.

## Elenco
- Christopher Denham como Peter Aitken
- Nicole Vicius como Lorna Michaelson
- Brit Marling como Maggie
- Avery Pohl como Abigail Pritchett
- Davenia McFadden como Carol Briggs
- Kandice Stroh como Joanne
- Richard Wharton como Klaus
- Christy Myers como Mel
- Alvin Lam como Lam
- Constance Wu como Christine
- Matthew Carey como Lyle
- Jacob Price como PJ
- David Haley como O'Shea
- James Urbaniak como Sr. Pritchett
- Kyle Hacker como Lucas